# Tharsis Tholus
Pour les articles homonymes, voir Tharsis.
Tharsis Tholus est un volcan situé sur la planète Mars par 13,4° N et 269,2° E, dans le quadrangle de Tharsis. Large de 155 × 125 km à la base, il s'élève à un peu plus de 7 km au-dessus du renflement de Tharsis, et à un peu moins de 9 000 m d'altitude au-dessus du niveau de référence martien. Il possède une caldeira d'environ 35 km de large et 2,5 km de profondeur.

## Géographie et géologie
Tharsis Tholus se situe à l'est de l'alignement de volcans de Tharsis Montes, en bordure orientale du renflement de Tharsis.
Ce volcan se serait formé il y a au moins 3,71 milliards d'années, à la fin du Noachien, juste avant le début de l'Hespérien, c'est-à-dire plus de cent millions d'années avant ceux de Tharsis Montes. Une communication récente a fait état de datations plus fines, situant la formation de ce volcan autour de 3,82 Ga, plus tôt au Noachien, tandis qu'il aurait été actif à l'Amazonien il y a encore 1,08 Ga, avec même une fissure méridionale laissant couler de la lave datée de seulement 196 Ma ; les auteurs suggèrent, en s'appuyant sur cette chronologie, que ce volcan ne serait d'ailleurs peut-être pas définitivement éteint.

Carte de la région d'Olympus Mons et de la chaîne de Tharsis Montes. Tharsis Tholus est un petit volcan à l'est de cette carte.

Au vu de son grand âge, l'édifice volcanique est largement enfoui sous les couches de lave constituant le renflement. Il est par ailleurs très déformé, ce qui suggère que des phénomènes tectoniques complexes ont été à l'œuvre dans cette zone. Le volcanisme en cause aurait par ailleurs été moins effusif et plus explosif que celui des autres volcans du renflement de Tharsis.